# Музичка академија у Бакуу
Музичка академија у Бакуу (енгл. Baku Academy of Music) је музичка школа у Азербејџану. Основана је 1920. године у Бакуу и раније је била позната као азербејџански државни конзерваторијум Хаџибејли.

## Историја
Године 1920. азербејџански композитор Узеир Хаџибејли започео је покрет који има за циљ ширење класичне музике међу народом. Његов извештај представљен је на азербејџанском народном комесаријату за образовање, у ком је понудио оснивање институције музичког образовања на високом нивоу. Прихватили су његов предлог. Убрзо, 25. маја 1920, основан је државни конзерваторијум у Азербејџану. Хаџибејли је постао један од првих предавача. Године 1920, основао је оријентно одељење, где се азерска, народна, музика учила традиционално (усмено) и европским методама, тј. користећи ноте. Заједно са композитором Муслимом Магомајевом, развио је уџбеник азербејџанских народних песама који је објављен 1927. Године 1939. Хаџибејли је постао директор конзерваторија.
Године 1930, срушена је јерменска катедрала апостола Тадеја и Вартоломеја, као део ране совјетске атеистичке политике, како би се направило место за изградњу нове зграде академије.
За време Другог светског рата, руководиоци конзерваторија организовали су стотине концерата за војне јединице и војнике који су се опорављали у болницама. Унапређен је средњом музичком школом Булбул 1931. године, школом музичке студије 1980. и оперативним студиом Мамадова 1984.
Године 1991. преименована је у музичку академију Хаџибејли Баку.

## Академици
Постоје три факултета и осамнаест одељења. Академија нуди дипломираним студентима мастер, кандидат и докторат. Постоје две истраживачке лабораторије — растаурација и унапређење лабораторија древних музичких инструмената основана 1991. године и лабораторија за професионалну традицију усмене музике, основана 1992. године.